# Theridion laevigatum
Theridion laevigatum là một loài nhện trong họ Theridiidae.
Loài này thuộc chi Theridion. Theridion laevigatum được John Blackwall miêu tả năm 1870.